# Henri Limbourg

Voorbeeld van een gammafunctie

Henri Jules Joseph Limbourg (Doornik, 11 oktober 1833 – aldaar, 5 juni 1860) was een Belgisch wiskundige.

## Levensloop
Na zijn middelbare studies in Doornik studeerde Limbourg wijsbegeerte en letteren aan de Rijksuniversiteit Gent. Hij wisselde van studierichting en koos voor de wiskunde. Hij promoveerde (werd doctor) vervolgens in fysica en wiskunde, met een dissertatie over de gammafunctie (1859). De verkoop van zijn thesis over de gammafunctie kende een succes in België. Hij werd leraar wiskunde in het koninklijk atheneum van Gent, waar hij verantwoordelijk was voor een brugklas naar de universitaire studies. Limbourg publiceerde ook over de Formule van Stirling (1860). Hij stierf ten gevolge van tuberculose aan de leeftijd van 27 jaar (1860).
- Gemeinsame Normdatei: 1229196102
- International Standard Name Identifier: 0000 0000 3082 5100
- Library of Congress Control Number: n87804027
- Nederlandse Thesaurus van Auteursnamen: 197286569
- Virtual International Authority File: 29892848
- WorldCat: E39PBJhmP8CQjM9pxvHcFy6qcP